# Айви, Нил
Нил Дайрдра Джамиля Вивека Айви (англ. Niele Deirdre Jamillah Viveca Ivey; род. 24 сентября 1977 года, Сент-Луис, шт. Миссури, США) — американская профессиональная баскетболистка, которая выступала в женской национальной баскетбольной ассоциации. Была выбрана на драфте ВНБА 2001 года во втором раунде под девятнадцатым номером клубом «Индиана Фивер». Играла на позиции разыгрывающего защитника. По окончании спортивной карьеры вошла в тренерский штаб родной студенческой команды «Нотр-Дам Файтинг Айриш», с сезона 2020/2021 годов возглавила его, сменив на этом посту Маффет Макгро.

## Ранние годы
Нил Айви родилась 24 сентября 1977 года в городе Сент-Луис (штат Миссури), где и училась в католической академии Кор-Джезу, в которой выступала за местную баскетбольную команду.